# Покровское (Артёмовский муниципальный округ)
Покро́вское — село в Артёмовском муниципальном округе Свердловской области России.

## Географическое положение
Село Покровское расположено в 10 километрах к западу от города Артёмовского, по обоим берегам реки Бобровки (левого притока реки Ирбит) и вверх по долине правого притока реки Бродовки. Через село проходят региональная автодорога 65К-1501000 Невьянск — Реж — Артёмовский — Килачёвское и железнодорожная ветка Екатеринбург — Егоршино Свердловской железной дороги. В Покровском расположены следом друг за другом: остановочный пункт Соснята, станция Красные Орлы и остановочный пункт Бурлаки. В пяти километрах к югу от села расположен ландшафтный памятник природы Озеро Белое.

### Уличная сеть
- Горького
- Красные Орлы
- Привокзальная
- Ленина
- Калинина
- Гагарина
- Октябрьская
- Карла-Либкнехта
- Пушкина
- Челюскинцев
- Декабристов
- Кирова
- Красных Партизан
- Стриганова
- Юбилейная
- Спортивная
- Новая
- Ретнева

## История
Село было основано в 1621 году как заимка Невьянского Спасо-Богоявленского монастыря старцем Сильвестром, одна часть села по сей день носит название Заимка. Своё наименование село получило от храма, построенного во имя Покрова Пресвятой Богородицы. Время образования прихода, по данным Алапаевской епархии, относят к 1821 году. До второй половины XVIII века поселение называлось Заимкой.
Летом 1662 году село было уничтожено башкирскими племенами, затем вновь было отстроено.
В 1703 году Заимка по указу Петра I была отнята у монастыря и приписана к Невьянскому, а позднее к Нижнетагильскому заводам. С 1781 года село входило в состав вновь образованного Алапаевского уезда как центр Покровской волости, с 1791 года входило в Ирбитский уезд. В 1814 году было освобождено от заводов.
Кроме земледелия, сельчане в начале XX века промышляли гончарством, выделкой чугунных изделий, выделкой и доставкой в соседние заводы древесного угля, а также маслобойным делом, кожевенным и экипажным. В XIX веке Покровское было самым крупным, но довольно бедным селом на Урале. Это было связано с нехваткой земли, что послужило толчком к развитию различных промыслов: кузнечного, гончарного, скорняжного и маслодельного дела, а также производства угля. В 1875 году начато производство чугуна.

## Храм во имя Покрова Святой Богородицы
Первая деревянная церковь построена в 1620-х годах. Храм сгорел 25 марта 1770 года. На его месте в 1772 году возник второй деревянный храм, который в 1821 году, когда построен каменный храм, был продан в село Ключевское Камышловского уезда.
В 1821 году на средства прихожан и добровольные пожертвования построен каменный двухэтажным, двухпрестольный храм . Нижний храм был освящён в честь Покрова Пресвятой Богородицы, верхний храм — в честь Святой Живоначальной Троицы. Из-за удара молнии в 1867 году храм получил повреждения в верхних ярусах колокольни. В 1884 году он был перестроен, причём лестница в верхний храм, ранее бывшая одинарною, сделана в два марша; вместе с тем переделана и самая крыша храма, и фонарь на нём, который был увеличен в размерах. Для симметрии устроена глава на алтаре. При церкви до 1917 года для священников были предусмотрены 2 дома, а псаломщик получал квартирные деньги по 36 рублей.
С 1835 по 1861 годы в Покровском храме в качестве дьякона случил Матвей Мамин, дед известного писателя Д. Н. Мамина-Сибиряка. Маленький Дима не раз приезжал к дедушке и позднее оставил в своих произведениях (к примеру в очерке «Отрезанный ломоть») краткие, но колоритные описания села, а некоторые жители Покровского стали героями маминских произведений.
В Покровском храме был крещён Александр Фадеев, отец известного советского писателя А. А. Фадеева, автора романа «Молодая гвардия». Предки писателя, начиная с Фаддея Ильина, поселившемся в Покровском в XVII веке, жили в этом селе.
Храм был закрыт в 1934 году, в настоящий момент полуразрушен. Ведётся восстановление.

## Молитвенный дом
В 1997 году в помещении бывшей церковной школы был открыт молитвенный дом. Он каменный, однопрестольный.

## Часовня
В советское время часовню использовали в качестве кухни для столовой. Затем в часовне размещался детский санаторий «Надежда». В 2007 году была восстановлена старинная деревянная часовня, а на крыше был установлен купол.

## Сельский хор
В 1938 году в селе был создан самодеятельный народный хор старинной уральской песни, а в 1995 году получил статус народного ансамбля песни и танца.

## Школа
В 1843 году была открыта первая на территории района двухклассная школа, в 1872 году стала школой с 4-летним обучением. В 1898 года школа переехала в новое каменное здание и перешла на шестилетнее обучение. В настоящее время муниципальное общеобразовательное учреждение «Средняя общеобразовательная школа № 4» расположено по адресу улица Горького, 1.

## Население
| 2002 | 2010  | 2021  |
| ---- | ----- | ----- |
| 2501 | ↗2687 | ↘2364 |

### Известные люди
- Зырянов, Александр Петрович (род. 1928) — советский и российский художник.
- Мамин, Матвей Петрович (12.10.1799—6.09.1861) — дед писателя Д. Н. Мамина-Сибиряка. С 1835 по 1861 годы служил дьяконом в церкви, одновременно организовал ювелирную и столярную мастерские, в которых сам работал. Один из основателей первой школы, открытой в селе в 1843 году[2].
- Платон Горгониевич Горных (1860—1918) — священномученик, служил в селе священником с 1894 по 1918 годы. Расстрелян на территории села 27 июля/9 августа 1918 года, похоронен на приходском кладбище. В июле 2002 года священник Платон Горных был прославлен в Соборе новомучеников и исповедников Российских от Екатеринбургской епархии. День памяти 27 июля/9 августа[7].
- Стриганов, Константин Григорьевич — Герой Советского Союза, уроженец Покровского.
- Фадеев, Александр Иванович — народный учитель, отец писателя Александра Александровича Фадеева жил в начале XX века в селе Покровском[2].

### Почётные граждане села
Звание учреждено решением исполкома сельского совета в 1971 году.
- Корепанов Кирилл Григорьевич — сельский механизатор, полный кавалер ордена Славы;
- Пономарёв Пётр Фёдорович — механизатор;
- Загвоздкина Лукия Спиридоновна — председатель колхоза;
- Гусева Мария Степановна — председатель сельсовета;
- Поликарпов Александр Павлович — учитель, директор школы;
- Стволухина Маргарита Александровна — главный зоотехник[источник не указан 1973 дня].